# Czarnocinek
Czarnocinek – wieś sołecka w Polsce położona w województwie mazowieckim, w powiecie mławskim, w gminie Strzegowo.
W Czarnocinku urodził się Stanisław Ignacy Łaguna.
Wierni Kościoła rzymskokatolickiego należą do parafii św. Mikołaja w Niedzborzu.
W latach 1954–1959 wieś należała i była siedzibą władz gromady Czarnocinek, po jej zniesieniu w gromadzie Niedzbórz. W latach 1975–1998 miejscowość administracyjnie należała do województwa ciechanowskiego.